# Phạm Ngọc Cảnh
Phạm Ngọc Cảnh (bút danh Vũ Ngàn Chi; 1934-2014) là nhà thơ Việt Nam, được tặng Giải thưởng Nhà nước về Văn học Nghệ thuật năm 2007. Ông là Đại tá Quân đội nhân dân Việt Nam. Bài thơ nổi tiếng nhất của ông là ''Lý ngựa ô ở hai vùng đất''; bài thơ ''Vầng trăng Ba Đình'' của ông được nhạc sĩ Thuận Yến phổ nhạc cũng là một bài hát nổi tiếng.

## Tiểu sử
Phạm Ngọc Cảnh (bút danh Vũ Ngàn Chi) sinh ngày 20 tháng 07 năm 1934 tại thị xã Hà Tĩnh (này là Thành phố Hà Tĩnh), tỉnh Hà Tĩnh.
Phạm Ngọc Cảnh sinh trưởng trong một gia đình tiểu thị dân. Cách mạng tháng Tám thành công, Phạm Ngọc Cảnh mới 12 tuổi đã tình nguyện đứng vào hàng ngũ Vệ quốc quân, làm liên lạc viên, rồi tham gia vào đội tuyên truyền văn nghệ của Trung đoàn 103 Hà Tĩnh, trở thành diễn viên kịch nói. Trong kháng chiến chống Mỹ, ông ở đoàn Văn công quân khu Trị Thiên, từng biểu diễn giữa thành phố Huế trong chiến dịch Mậu Thân.
Khi đã trở thành diễn viên trụ cột của Đoàn kịch nói Tổng cục Chính trị, Phạm Ngọc Cảnh đã bộc lộ khả năng sáng tác thơ và được điều về tạp chí Văn nghệ Quân đội làm biên tập thơ, rồi cán bộ sáng tác của tạp chí từ năm 1971 cho tới lúc nghỉ hưu vào năm 1999 với quân hàm Đại tá.
Ông là đảng viên Đảng Cộng sản Việt Nam; hội viên Hội Nhà văn Việt Nam từ năm 1974; hội viên Hội Nghệ sĩ Sân khấu Việt Nam.
Ông mất ngày 21 tháng 10 năm 2014 tại Hà Nội.

## Sự nghiệp
Khi là diễn viên của đoàn kịch nói Tổng cục Chính trị, Phạm Ngọc Cảnh nổi tiếng nhất với vai Trung úy Phương trong vở kịch Nổi gió của nhà viết kịch Đào Hồng Cẩm. Vai diễn này, sau Phạm Ngọc Cảnh, đến lứa các diễn viên đàn em, dù hết sức cố gắng đã không tạo được dấu ấn như ông.
Nhà thơ là danh nghĩa chính của Phạm Ngọc Cảnh trong sự nghiệp nghệ thuật. Ông thuộc lớp những nhà thơ tham gia kháng chiến chống Mỹ, cứu nước đầu tiên tìm tòi, đổi mới thi pháp. Ông đã xuất bản 12 tập thơ, ba tập bút ký.
Ngoài ra, Phạm Ngọc Cảnh còn được biết đến với việc viết các kịch bản phim, viết lời bình phim, đọc lời bình và dẫn các chương trình thơ trên sóng phát thanh, truyền hình Việt Nam và đóng một số vai phụ trong một số bộ phim. Ông có khoảng 600 kịch bản phim và lời bình cho các lễ hội. Theo thống kê của bà Giáng Hương, vợ nhà thơ, ông đã thổi linh hồn cho hơn 500 lời bình cho phim tài liệu của Hãng phim Công an nhân dân và Quân đội nhân dân, trong đó có rất nhiều phim về lịch sử và đề tài người lính như: Dòng sông hoa lửa, Khoảnh khắc mùa xuân, Không ai là vô danh...
Năm 2007, ông được tặng Giải thưởng Nhà nước về Văn học Nghệ thuật với các tập thơ: Đêm Quảng Trị, Lối vào phía Bắc, Trăng sau rằm, Nhặt lá.
Nhân kỷ niệm 71 năm ngày thành lập Quân đội nhân dân Việt Nam (22/12/1946 – 22/12/2015), và tròn một năm ngày mất Phạm Ngọc Cảnh, ngày 21 tháng 12 năm 2015, tại Hà Nội, Hội Nhà văn Việt Nam phối hợp với gia đình nhà thơ tổ chức lễ ra mắt tập sách "Phạm Ngọc Cảnh – Tác phẩm tuyển chọn". Cuốn sách đã tuyển chọn 99/1.000 thi phẩm; 13 bút ký trong hàng trăm bài; 6/600 lời bình phim và lễ hội của nhà thơ, 19 bài viết về cuộc đời và sự nghiệp văn chương của Phạm Ngọc Cảnh."

## Tác phẩm chính
- Gió vào trận bão (thơ, in chung, 1967);
- Đêm Quảng Trị (thơ, ký tên Vũ Ngàn Chi, 1972);
- Ngọn lửa dòng sông (thơ, 1976);
- Một tiếng Xamakhi (thơ, in chung với Duy Khán, 1981);
- Lối vào phía Bắc (thơ, 1982);
- Trăng sau rằm (thơ, 1985);
- Đất hai vùng (thơ, 1986);
- Miền hương lặng (thơ, 1992);
- Nhặt lá (thơ, 1995);
- Góc núi xôn xao (bút ký,1999);
- Bài hát về cây ngải cứu (bút ký, 2000);
- Bến tìm sông (thơ, 2001);
- Khúc rong chơi (thơ, 2002);
- Tuyển thơ (2003);
- Cát trinh nguyên (thơ, 2003).

Nguồn:
- "Phạm Ngọc Cảnh – Tác phẩm tuyển chọn" (2015)

## Vinh danh
- Giải thưởng Nhà nước về Văn học Nghệ thuật năm 2007.
- Nhà thơ Phạm Ngọc Cảnh (Chương trình của Ban Văn nghệ VTV - 2013)[6]